# Матеуш Гесслер
Матеуш Адам Гесслер (нар. 31 липня 1980 року у Варшаві) — польський шеф-кухар, ресторатор та медіа-особистість. Журі польського видання програми TVN MasterChef Junior.

## Біографія

### Освіта
Закінчив гастрономічну школу в Лозанні. Повернувся до Польщі через дівчину.

### Кар'єра в гастрономії
Йому належать три ресторани у Варшаві: «Варшава Східна» (пол. Warszawa Wschodnia) (з 2012 р.), «Темрява» (пол. Ćma) (з 2016 р.) та «Варшавський сон» (пол. Warszawski Sen) (з 2017 р.).
У січні 2014 року йому запропонували польське видання кулінарної програми Polsat Hell's Kitchen.Пекельна кухня, Однак відмовився від неї з особистих причин. З 2016 року є одним із присяжних засідателів польського видання програми TVN MasterChef Junior, за що його нагородили в плебісциті Зірки Плеяд нагородою за «дебют року».
Автор кулінарних книг: Моя польська кухня та Смаки дитинства.

### Інші підприємства
Є ведучим реаліті-шоу «TVN Дерево мрії» (з 2017 року) та вів радіопередачу Інтернет-станції Newonce.radio «Матеуш Гесслер сервірує» (з 2019 року).
В одному епізоді телесеріалу «Закохані по вуха» (2019) знявся кулінарним критиком.

### Приватне життя
Він є сином ресторатора Адама Гесслера та Йоанни Федорович-Рокблаве. Є онуком Збігнева Гесслера та Яцека Федоровича. У нього є зведений брат Адам. Має польсько-французьке походження. Виїхав під час воєнного стану у Францію разом з матір'ю. Вона виростила його разом зі своїм другим чоловіком Патрісом.
Одружений з Едитою. У них є син Френк (2005 року народження).

### Фільмографія
- 2019: «Закохані по вуха» — харчовий критик (епізод 10)